# 금강 어귀
금강 어귀는 금강의 어귀다.

## 하천
- 경포천
  - 옥회천

## 역사
- 백강 전투

## 교량
- 동백대교

## 같이 보기
- 한강 하구